# Димитър Рашеев
Димитър Кънчев Рашеев е български офицер, генерал-майор от инженерните войски, участник в Балканската (1912 – 1913) и Междусъюзническата война (1913), началник на техническата секция в управлението на оперативните железници и командир на 4-та пионерна дружина през Първата световна война (1915 – 1918).

## Биография
Димитър Рашеев е роден на 7 ноември 1874 г. в Габрово, Османска империя. През 1896 г. завършва Военното на Негово Княжеско Височество училище и е произведен в чин подпоручик. През 1900 г. е произведен в чин поручик, а през 1904 г. в чин капитан. През 1905 г. се ражда синът му Петър, а през 1909 г. другият му син Илия. Като капитан е командир на 1-ва рота от 2-ра пионерна дружина (2-ра пехотна тракийска дивизия). Взема участие в Балканската (1912 – 1913) и Междусъюзническата война (1913), като на 14 юли 1913 е произведен в чин майор. Служи в 3-та пионерна дружина и Телеграфната дружина.
Майор Димитър Рашеев взема участие в Първата световна война (1915 – 1918) като началник на техническата секция в управлението на оперативните железници, за която служба „за бойни отличия и заслуги във войната“ съгласно заповед № 679 от 1917 г. по Действащата армия е награден с Народен орден „За военна заслуга“ IV степен с военно отличие, която награда е променена със заповед № 905 от същата година на Народен орден „За военна заслуга“ IV степен на военна лента. На 5 октомври 1916 г. е произведен в чин подполковник. По-късно поема командването на 4-та пионерна дружина, за която служба през 1918 г. е награден с Орден „Св. Александър“ IV степен с мечове по средата, която награда е потвърдена със заповед № 355 от 1921 по Министерството на войната.
През 1919 г. е произведен в чин полковник. Служи като командир на телеграфния полк. На 8 декември 1921 г. е назначен на най-висшата длъжност от инженерните войски – началник на инженерния отдел, на която служба е до 24 януари 1924 г. На 2 януари 1924 г. е произведен в чин генерал-майор и същата година е уволнен от служба. Генерал-майор Димитър Рашеев умира през 1938 година и е погребан в Централните софийски гробища.

## Военни звания
- Подпоручик (1896)
- Поручик (1900)
- Капитан (1904)
- Майор (14 юли 1913)
- Подполковник (5 октомври 1916)
- Полковник (1919)
- Генерал-майор (2 януари 1924)

## Награди
- Народен орден „За военна заслуга“ IV степен на военна лента (1917)
- Орден „Св. Александър“ IV степен с мечове по средата (1918)

## Образование
- Военно на Негово Княжеско Височество училище (до 1896)